# Мадалапанджи
«Мадалапанджи» — один из самых ранних памятников орийской литературы. Представляет собой хронику храма Джаганнатхи в Пури. Описывает события в истории Ориссы, связанные с божеством и храмом Джаганнатхи. Датой начала написания текста принято считать XII век.